# Pegomya paratunicata
Pegomya paratunicata är en tvåvingeart som beskrevs av Willi Hennig 1973. Pegomya paratunicata ingår i släktet Pegomya och familjen blomsterflugor. Inga underarter finns listade i Catalogue of Life.